# 신의주 관저
신의주 관저(新義州 官邸)는 조선민주주의인민공화국의 지도자이자 조선로동당의 조선로동당 총비서인 김정은의 여러 공식 관저 중 하나로, 현지에서는 중앙호화주택 또는 중앙호화관저로 알려져 있다. 그는 2011년 아버지 김정일의 사망 후 이 관저를 물려받은 것으로 알려졌다. 이 관저는 조선민주주의인민공화국 평안북도의 신의주시 근처에 위치해 있다. 이 관저에 대한 대중의 지식은 노스 코리아 언커버드(North Korea Uncovered) 프로젝트를 통해 알려졌다.

## 같이 보기
- 조선민주주의인민공화국 지도자의 관저
- 관저
- 룡성 관저